# Гус Тіл
Гус Беренд Тіл (нід. Guus Berend Til, нар. 22 грудня 1997, Самфія, Замбія) — нідерландський футболіст, вінгер клубу ПСВ (Ейндговен) та національної збірної Нідерландів.

## Клубна кар'єра
Гус Тіл народився у невеличкому селищі на території Замбії, де на той час працював його батько - військовий спеціаліст. У чотири роки Гус разом з родиною переїхав до Нідерландів. Спочатку Гус більше грав у футбол на вулиці але у 2010 році він приєднався до футбольної академії клубу АЗ з Алкмара. У 2016 році Тіл закінчив академію і став гравцем дубля АЗ — «Йонг АЗ».
Дебют у першій команді відбувся у серпні 2016 року у матчі Ліги Європи. А за місяць Тіл зіграв свій перший матч і у чемпіонаті Ередивізі. У сезоні 2018/19 Гуус був капітаном команди.
У літнє трансферне вікно 2019 року Тіл уклав чотирирічний контракт з московським «Спартаком». Контракт обійшовся росіянам у 15 млн євро. 11 серпня 2019 року Тіл дебютував у російській Прем'єр-лізі. За сезон Тіл зіграв у 21-му матчі. Але вже наступний сезон футболіст почав у німецькому «Фрайбурзі», куди відправився в оренду до кінця сезону. Окрім першої команди Тіл також грав у дублі «Фрайбург ІІ», де у чотирьох матчах забив чотири голи.
2 червня 2021 року Тіл продовжив контракт із «Спартаком» до травня 2024 року, а сам до кінця сезону відправився в оренду в нідерландський «Феєнорд». Дебют у новому клубі відбувся у поєдинку Ліги конференцій проти клуба «Дріта» з Косова. А у матчі відповіді Тіл відзначився хет-триком у ворота «Дріти».

## Збірна
У 2017 році Гус Тіл отримав виклик до молодіжної збірної Нідерландів. 
26 березня 2018 року в товариському матчі проти команди Португалії Гус Тіл вперше вийшов на поле у формі національної збірної Нідерландів.

## Статистика виступів

### Статистика виступів за збірну
Станом на 8 червня 2022 року
| Дата      | Місто     | Господарі  | Результат | Гості      | Турнір                               | Голи | Примітки |
| --------- | --------- | ---------- | --------- | ---------- | ------------------------------------ | ---- | -------- |
| 26-3-2018 | Женева    | Португалія | 0 – 3     | Нідерланди | товариський матч                     | -    | 78'      |
| 4-9-2021  | Ейндговен | Нідерланди | 4 – 0     | Чорногорія | Відбір до ЧС 2022                    | -    | 83'      |
| 7-9-2021  | Амстердам | Нідерланди | 6 – 1     | Туреччина  | Відбір до ЧС 2022                    | 1    | 61'      |
| 8-10-2021 | Рига      | Латвія     | 0 – 1     | Нідерланди | Відбір до ЧС 2022                    | -    | 62'      |
| 8-6-2022  | Кардіфф   | Уельс      | 1 – 2     | Нідерланди | Ліга націй УЄФА 2022-2023 - 1-й етап | -    | 90+1'    |
| Усього    |           | Матчів     | 5         |            | Голів                                | 1    |          |

## Досягнення
АЗ
- Бронзовий призер чемпіонату Нідерландів: 2017/18

ПСВ
- Володар Суперкубка Нідерландів: 2022, 2023, 2025
- Володар Кубка Нідерландів: 2022/23
- Чемпіон Нідерландів: 2023/24, 2024/25

Індивідуальні
- Гравець місяця в Ередивізі : вересень 2021